# Petrică Hogiu
Petrică Hogiu (* 16. Juni 1991 in Bistrița) ist ein ehemaliger rumänischer Skilangläufer.

## Werdegang
Hogiu trat von 2007 bis 2021 vorwiegend beim Alpencup und beim Balkancup an. Dabei erreichte er im Januar 2008 beim Balkancup in Fundata mit dem zweiten Platz über 15 km Freistil seine erste Podestplatzierung. In der Saison 2008/09 kam er im Balkancup zweimal auf den zweiten und zweimal den dritten Rang und erreichte damit den zweiten Platz in der Gesamtwertung. Bei den Nordischen Junioren-Skiweltmeisterschaften 2010 gewann er überraschend Silber im 20-km-Verfolgungsrennen. Bei den Olympischen Winterspielen 2010 in Vancouver belegte er den 57. Platz über 15 km Freistil und den 17. Rang im Teamsprint zusammen mit Paul Constantin Pepene. Den 80. Rang erreichte er bei den nordischen Skiweltmeisterschaften 2011 in Oslo. Seine ersten Weltcuprennen lief er zu Beginn der Saison 2010/11 in Kuusamo bei der Nordic Opening, die er mit dem 124. Platz im Sprint und den 105. Platz über 10 km Freistil beendete. Im weiteren Saisonverlauf errang er im Balkancup sechs zweite Plätze und erreichte den dritten Platz in der Gesamtwertung des Balkancups. Bei den nordischen Skiweltmeisterschaften 2013 im Val di Fiemme errang er den 84. Platz über 15 km Freistil und im Sprint und den 18. Platz im Teamsprint. In der Saison 2014/15 belegte er im Balkancup drei dritte und zwei zweite Plätze und erreichte zum Saisonende den dritten Rang in der Balkancup-Gesamtwertung. Seine besten Platzierungen beim Saisonhöhepunkt den nordischen Skiweltmeisterschaften 2015 in Falun waren der 52. Platz im Skiathlon und den 17. Rang im Teamsprint. In der folgenden Saison belegte er im Januar 2016 beim Balkancup in Gerede den dritten Platz über 5 km klassisch. Bei den nordischen Skiweltmeisterschaften 2017 in Lahti kam er auf den 76. Platz im Sprint, auf den 52. Rang im 50-km-Massenstartrennen und auf den 22. Platz zusammen mit Alin Florin Cioancă im Teamsprint und bei den nordischen Skiweltmeisterschaften 2019 in Seefeld in Tirol auf den 84. Platz im Sprint, auf den 70. Rang über 15 km klassisch und auf den 19. Platz zusammen mit Raul Mihai Popa im Teamsprint. In der Saison 2019/20 gewann er mit fünf Siegen und einen zweiten und zwei dritte Plätze, die Gesamtwertung des Balkancups.
In der folgenden Saison errang Hogiu mit je einen zweiten und dritten Platz, den dritten Platz in der Gesamtwertung des Slavic-Cups und mit fünf zweiten Plätzen und einen dritten Platz, den dritten Platz in der Gesamtwertung des Balkancups. Zudem erreichte er in Davos mit dem 45. Platz über 15 km Freistil seine beste Platzierung im Weltcupeinzel. Beim Saisonhöhepunkt, den nordischen Skiweltmeisterschaften 2021 in Oberstdorf, belegte er den 82. Platz im Sprint, den 57. Rang über 15 km Freistil und den 25. Platz zusammen mit Raul Mihai Popa im Teamsprint. Letztmals im Weltcup startete er im Dezember 2021 in Oberstdorf, wobei er den 74. Platz im 15-km-Massenstartrennen errang.

## Siege bei Continental-Cup-Rennen
| Nr. | Datum            | Ort     | Disziplin       | Serie      |
| --- | ---------------- | ------- | --------------- | ---------- |
| 1.  | 4. Februar 2018  | Naoussa | 10 km Freistil  | Balkan-Cup |
| 2.  | 24. März 2019    | Gerede  | 15 km Freistil  | Balkan-Cup |
| 3.  | 25. Februar 2020 | Mavrovo | 10 km Freistil  | Balkan-Cup |
| 4.  | 26. Februar 2020 | Mavrovo | 10 km Freistil  | Balkan-Cup |
| 5.  | 29. Februar 2020 | Pale    | 10 km Freistil  | Balkan-Cup |
| 6.  | 12. März 2020    | Gerede  | 10 km klassisch | Balkan-Cup |
| 7.  | 13. März 2020    | Gerede  | 10 km Freistil  | Balkan-Cup |